# Wacholderbestände bei Wildberg
Wacholderbestände bei Wildberg este o arie protejată (arie specială de conservare — SAC, sit de importanță comunitară — SCI) din Germania întinsă pe o suprafață de 3,39 ha, integral pe uscat.

## Localizare
Centrul sitului Wacholderbestände bei Wildberg este situat la coordonatele 50°55′59″N 7°46′26″E / 50.9331°N 7.7739°E.

## Înființare
Situl Wacholderbestände bei Wildberg a fost declarat sit de importanță comunitară în mai 2004 pentru a proteja un număr necunoscut de specii din flora spontană și fauna sălbatică aflate în arealul zonei. Situl a fost protejat și ca arie specială de conservare în iunie 2005.

## Biodiversitate
Situată în ecoregiunea continentală, aria protejată conține 2 habitate naturale: Pajiști uscate europene, Formațiuni de Juniperus communis pe lande sau pajiști calcaroase.
La baza desemnării sitului se află un număr nedeclarat de specii protejate.